# Ryota Yamagata
Ryota Yamagata (Kanji:山縣 亮太, Japón, 10 de junio de 1992) es un atleta japonés, especializado en la prueba de 4 x 100 m en la que llegó a ser subcampeón olímpico en 2016.

## Carrera deportiva
En los JJ. OO. de Río 2016 ganó la medalla de plata en los 4 x 100 metros, con un tiempo de 37.60 segundos que fue récord de Asia, tras Jamaica y por delante de Canadá, siendo sus compañeros de equipo: Shota Iizuka, Yoshihide Kiryu y Asuka Cambridge.